# گربه‌ماهی بالارو
گربه‌ماهی بالارو (نام علمی: Astroblepus) نام یک سرده از بالاخانواده مکنده‌دهان‌واران است.